# Antonio José Ponte
Antonio José Ponte Mirabal (* 1964 in Matanzas, Kuba) ist Ingenieur, Professor für Literatur, Drehbuchautor und Schriftsteller.

## Leben und Werk
Bereits seit seiner Kindheit ist er schriftstellerisch tätig. Bevor er sich beruflich völlig der Literatur widmete, absolvierte er ein Studium zum Hydraulik-Ingenieur an der Universität Havanna und arbeitete anschließend fünf Jahre in dem Beruf. Seit den 1980er Jahren wurden zunächst Gedichte und später auch Essays Pontes von staatlichen Verlagen veröffentlicht, in den 1990er Jahren wurde er mit zwei Literaturpreisen ausgezeichnet. Als prominenter Schriftsteller war er insofern eine Ausnahmeerscheinung, als er sich öffentlich kritisch zur Regierung Fidel Castros äußerte. Dennoch hatte er zeitweise die Möglichkeit, Reiseeinladungen zu Buchmessen und Lesungen im Ausland anzunehmen und seine Werke in Lateinamerika, Europa und den USA zu veröffentlichen. Wenige Monate nach Erscheinen seines kritischen Essay-Bandes El libro perdido de los origenistas in Mexiko, dessen Einzelessays zuvor fast alle bereits in Kuba veröffentlicht worden waren, erfolgte jedoch der Bruch mit den staatlichen Behörden: 2003 wurde vom staatlichen kubanischen Künstler- und Schriftstellerverband die Aufhebung seiner Mitgliedschaft verfügt, worauf ihm weitere Ausreisen über mehrere Jahre verwehrt wurden. Seit 2006 lebt er im Exil in Madrid. Kurz vor seiner schließlich genehmigten Ausreise hatte er sich in Havanna am regierungskritischen Dokumentarfilm Havanna – Die neue Kunst, Ruinen zu bauen des deutschen Autors Florian Borchmeyer beteiligt. 
Ponte war Herausgeber der Exilzeitschrift Encuentro de la cultura cubana und ist heute Vizedirektor des Online-Magazins Diario de Cuba. Seit 1997 veröffentlicht er regelmäßig Essays, Gedichte und Erzählungen. 2008 erschien seine Erzählung Der Ruinenwächter von Havanna in deutscher Übersetzung.

## Bibliografie

### Gedichtbände
- Trece poemas, La Barca de Papel, Havanna, 1988
- Poesía 1982–1989, Letras Cubanas, Havanna, 1991
- Asiento en las ruinas, Letras Cubanas, Havanna, 1997
- Un bosque, una escalera, Compañía, Mexiko-Stadt, 2005

### Erzählungen
- Corazón de skitalietz, Reina del Mar, Cienfuegos, 1998
- Cuentos de todas partes del imperio, Deleatur, Angers, 2000
  - Englisch: Tales from the Cuban Empire, City Lights Books, San Francisco, 2002 (Übersetzung: Cola Franzen)
- In the Cold of the Malecón and Other Stories, City Lights Books, San Francisco, 2000 (Übersetzung: Cola Franzen und Dick Cluster)
- Un arte de hacer ruinas y otros cuentos, Fondo de Cultura Económica, Mexiko-Stadt, 2005

### Essays
- Un seguidor de Montaigne mira La Habana, Vigía, Matanzas, 1985
- La lengua de Virgilio, Vigía, Matanzas, 1993
- Las comidas profundas, Deleatur, Angers, 1997
  - Französisch: Les Nourritures lointaines, Deleatur, Angers, 2000
- El abrigo de aire: Ensayos sobre literatura cubana, mit Mónica Bernabé und Marcela Zanín, Beatriz Viterbo, Rosario, 2001
- El libro perdido de los origenistas, Aldus, Mexiko-Stadt, 2002
- Sartre a La Havane, in: Nouvelle Revue Française, 581/42, Paris, 2007

### Romane
- Contrabando de sombras, Mondadori, Barcelona, 2002
- La fiesta vigilada, Anagrama, Barcelona, 2007
  - Deutsch: Der Ruinenwächter von Havanna, Kunstmann, München, 2008 (Übersetzung: Sabine Giersberg)

## Preise und Auszeichnungen
- 1995: Nationaler Kritikerpreis (Kuba)
- 1998: Literaturpreis der Gaceta de Cuba